# ساربینووو (گمینا دنبنو)
ساربینووو (به لهستانی:  Sarbinowo) یک روستا در لهستان است که در گمینا دنبنو (استان پومرانی غربی) واقع شده‌است. ساربینووو ۴۹۰ نفر جمعیت دارد و ۶۴ متر بالاتر از سطح دریا واقع شده‌است.